# Сетевой адрес
Сетевой адрес — идентификатор устройства, работающего в компьютерной сети.
В локальных сетях, не имеющих сложной иерархии, все партнёры доступны друг другу и достаточно сетевого адреса в виде одного числа (например, сеть PROFIBUS).
В сетях, связанных в глобальную сеть Internet, возникает проблема идентификации неопределённого и постоянно растущего числа участников. При этом используются два вида адресов:
- MAC-адрес, состоящий из двух частей, первая определяет производителя оборудования, а вторая уникальный номер, присваиваемый производителем оборудованию, обеспечивает уникальный адрес любого устройства в сети.
- IP-адрес, состоит из двух частей, первая — адрес подсети, вторая — адрес устройства в пределах подсети.

Альтернативой адресу являются идентификаторы устройств в форме символических имён, удобных для запоминания. Например, в пределах локальной сети — это сетевое имя компьютера, в глобальной сети — доменное имя. Специальные сетевые протоколы (DNS, WINS и т. п.) обеспечивают автоматическое определение соответствия между именами и адресами.
В IP-сетях так же существуют понятия общий сетевой адрес (broadcasting address) и адрес сети. Например в сети определяемой как 192.168.0.0/24 IP-адрес сети будет 192.168.0.0, а «общий сетевой адрес» — 192.168.0.255. Первый используется для ссылок на саму себя, последний — для отправки пакетов на все доступные узлы сети. Поэтому выделяемый диапазон IP-адресов для узлов (хостов) этой сети (например для сервера с DHCP) будет 192.168.0.1 — 192.168.0.254.
Понятие сетевого идентификатора так же важно для понимания. IP-адрес по версии IP4 хранится в 32 битах. Запись 192.168.0.0/24 (CIDR) означает, что маска сети будет 255.255.255.0 — то есть 24 бита являются сетевым идентификатором, а остальные 8 выделяются под адрес конкретного узла (например, компьютера) этой сети. Таким образом, в адресе конкретной машины 192.168.0.100, «сетевой идентификатор» равен «192.168.0», а адрес машины «100».